# 야마가타 신문
야마가타 신문(일본어: 山形新聞 やまがたしんぶん[*])은 야마가타현 야마가타시에서 발행되는 지역 일간지이다. 1876년 9월 1일에 창간되었으며 본사는 야마가타현 야마가타시에 위치하고 있다.